# Locri
Pour les articles homonymes, voir Locres.
Locri (en italien) ou Locres (en français) est une commune d'Italie de la ville métropolitaine de Reggio de Calabre, dans la région de Calabre. Anciennement Gerace Marina, elle adopte son nom en référence à la cité grecque d'Italie du Sud Locri Epizefiri.

## Géographie
La ville se trouve à proximité de la mer Ionienne dans la région historique de la Locride qui tient justement son nom de la commune. Administrativement, Locri fait partie de la circonscription de Locri (anciennement circonscription de la Locride), dans la province de Reggio de Calabre, en région Calabre. Elle est limitrophe des communes d'Antonimina, de Gerace, de Portigliola et de Siderno.
La commune de Locri compte 7 hameaux au total (frazione en italien) qui sont : Baldari, Moschetta, San Fili, Merici, M'prenagatti, Mantenea et Basilea.

## Histoire

### Antiquité

#### Fondation
Locri Epizefiri ou Locres ou Lokroi (en grec ancien Ἐπιζεφύριοι Λοκροί / Epizephúroi Lokroí, ou simplement Λοκρίς / Lokrís, et en latin Locri Epizephyrii) est une polis de la Grande Grèce, fondée sur le littoral de la Mer Ionienne au VIIIe siècle av. J.-C. Elle se trouve actuellement en partie sur le territoire des communes de Portigliola et de Locri, dans la Province de Reggio de Calabre, en Calabre.
Les sources divergent sur sa fondation qui aurait eu lieu aux alentours du VIIIe siècle av. J.-C. Strabon la dit fondée par des Locriens originaires du Golfe de Crisa et guidés par un oïkiste du nom d'Evanthès. Selon Polybe et Pausanias le Périégète, la fondation de Locri par des colons grecs originaires de la Locride orientale, en face de l'île d'Eubée, concorde avec la première guerre de Messénie, donc bien avant la création des autres cités grecques de la Grande Grèce sur le littoral de la Mer Ionienne. Aristote soutient que les fondateurs de la ville auraient été des esclaves alliés de Sparte durant la première guerre de Messénie qui auraient fui avec les femmes de leurs maîtres.
Le premier habitat grec est construit à l'endroit indiqué par l'Oracle de Delphes, c'est-à-dire aux environs du Cap Zefirio, dont la ville de Locri Epizefiri tient d'ailleurs le nom. Cependant, après quelques années d'occupation des lieux, les colons se déplacent 20 kilomètres plus au nord, dans la zone comprise entre la Mer Ionienne, la rivière Gerace et la rivière Portigliola, sur le territoire des communes de Locri et de Portigliola.

#### Apogée
À la fin du VIIe siècle av. J.-C., entre 650 av. J.-C. et 600 av. J.-C., Locri Epizefiri fonde les deux colonies de Hipponion (actuelle ville de Vibo Valentia, chef-lieu de la province du même nom) et de Medma (actuelle ville de Rosarno) pour faire face à la cité ennemie de Kroton et à sa politique expansionniste.
Entre 560 av. J.-C. et 550 av. J.-C., la cité de Locri Epizefiri s'allie à celle de Rhêgion pour stopper l'avancée et l’expansion de la cité de Kroton vers le sud. Ensemble, elles gagnent la bataille de la Sagra, au bord de la rivière Sagra (actuel Turbolo) à proximité de la cité de Kaulon,.
L'alliance entre Locri et Syracuse est scellée quand le nouveau tyran de la cité sicilienne, Denys l'Ancien, épouse Doris, une aristocrate locrienne. En 389 av. J.-C., le tyran syracusain bat la Ligue italiote et donne à Locri les terres de Kaulon et de Scolacium. Le IVe siècle av. J.-C. est pour la cité de Locri Epizefiri une période de splendeur artistique, économique et culturelle. Pendant la période de l'influence du tyran Denys l'Ancien sur la ville est créée l'École pythagoricienne de Locri par la poétesse Nossis, les philosophes Timée de Locres et Échécrate ainsi que par le poète et musicien Arion de Méthymne. Selon Cicéron, cette école accueillit même le philosophe Platon,.
Après la mort de Denys l'Ancien en 367 av. J.-C., son fils, le tyran Denys le Jeune, lui succède à la tête de Syracuse. Dix ans plus tard, en 357 av. J.-C., Denys est banni de Syracuse après un coup d'État de son oncle et il s'exile à Locri dont il devient le tyran en mettant fin au gouvernement démocratique. Sa politique contre les aristocrates locaux visait à mieux asseoir son pouvoir et à préparer un possible retour dans sa patrie natale, mais après qu'il a vidé les caisses de la cité en 347 av. J.-C., le peuple locrien s'insurge contre lui et le chasse de la ville après avoir tué sa famille. Locri Epizefiri redevient alors démocratique.

#### Conquête romaine
Au IIIe siècle av. J.-C., Locri est connu pour son temple Perséphone-Proserpine que Diodore de Sicile décrit comme « le plus impressionnant de tous les sanctuaires d'Italie ». Lors de profanation du temple (par Pyrrhus Ier puis par Pleminius) la déesse s'en serait vengée en les rendant fous.
En 280 av. J.-C., Locri s'allie avec le roi des Molosses Pyrrhus Ier entrant ainsi dans la guerre entre Romains et Samnites. Cependant, après quelques années de conflit, les Locriens changent de camp pour s'allier avec les Romains, ce qui cause le saccage de la ville par Pyrrhus Ier.
Entre 216 av. J.-C. et 215 av. J.-C., pendant la deuxième guerre punique, Locri se rallia aux Carthaginois et fut occupée par Hannibal Barca mais en 204 av. J.-C., Scipion parvint à soumettre la ville qui est alors occupée par les Romains, dirigés par le légat Quintus Pleminius. Locri est, à partir de 215 av. J.-C., considérée définitivement comme l'alliée de Rome qui en fait ultérieurement un municipe,.

### Abandon et influence de Gerace
À la suite de la conquête romaine, de plusieurs raids sarrasins menés sur les côtes ioniennes de la Calabre et de fréquentes épidémies de malaria, la ville de Locri est progressivement abandonnée et les habitants se déplacent vers les collines et plus spécialement vers la ville médiévale de Gerace, construite au IXe siècle.
Au XIXe siècle, avec le retour de la population vers le littoral et grâce à la construction de nombreuses voies ferrées, dont la Ferrovia Jonica qui passe par Locri, le hameau de Gerace Marina, qui faisait alors partie de la commune de Gerace, apparait à peu de distance de l'ancien site grec de Locri Epizefiri.

### XXesiècleet période fasciste
Gerace Marina accroit de plus en plus son importance entre les années 1860 et 1910 grâce au transfert depuis le bourg de Gerace de certaines infrastructures administratives et commerciales, comme le tribunal, qui devient le Tribunal de Locri, et la banque populaire en 1880. Ainsi, en 1905, Gerace Marina devient une commune autonome. De plus, certaines entreprises s'y créent, comme la société OMC qui fabrique des motocyclettes de 1924 à 1934, qui y possède son siège et qui emploie 150 ouvriers, en donnant naissance à de nombreuses activités économiques.
En 1934, sous la période fasciste, la commune de Gerace Marina prend le nom de Locri en honneur à la cité grecque de Locri Epizefiri. On compte quelques antifascistes dans la ville comme Eugenio Bova (1875, Roccella Ionica - 1954, Locri) qui avait auparavant été un membre important en Locride du Parti socialiste puis du Parti communiste et qui voit sa demeure à Locri être saccagée à de multiples reprises par les fascistes.

## Lieux d'intérêts

### Site archéologique

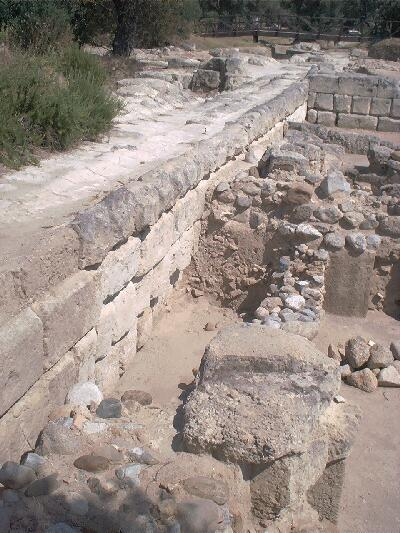
Une rue de la cité.

Le site archéologique de Locri Epizefiri s'étend sur plusieurs hectares et comprend :
- les tombes de Canale, Janchina et Patariti ;
- Centrocamere : le quartier résidentiel de la cité en plan hippodamien avec des voies de 4,5 mètres de largeur et d'autres de 14 mètres qui menaient à des lieux importants de la vie citadine, comme l'agora (dont l'actuelle Via Dromo, artère principale de Locri, qui en est un vestige). Des maisons y ont aussi été retrouvées comme la maison des lions, datant du début du IIIe siècle av. J.-C. ;
- le mur d'enceinte de 7,5 km de long, construit entre 550 av. J.-C. et le IIIe siècle av. J.-C. ;
- le temple ionique ;
- le sanctuaire d'Aphrodite ;
- le sanctuaire de Perséphone ;
- le temple de la maison Marafioti ;
- le théâtre romain de Locri ;
- la nécropole ;
- l'antiquarium de Locri[6].

### Monument aux cinq martyrs de Gerace

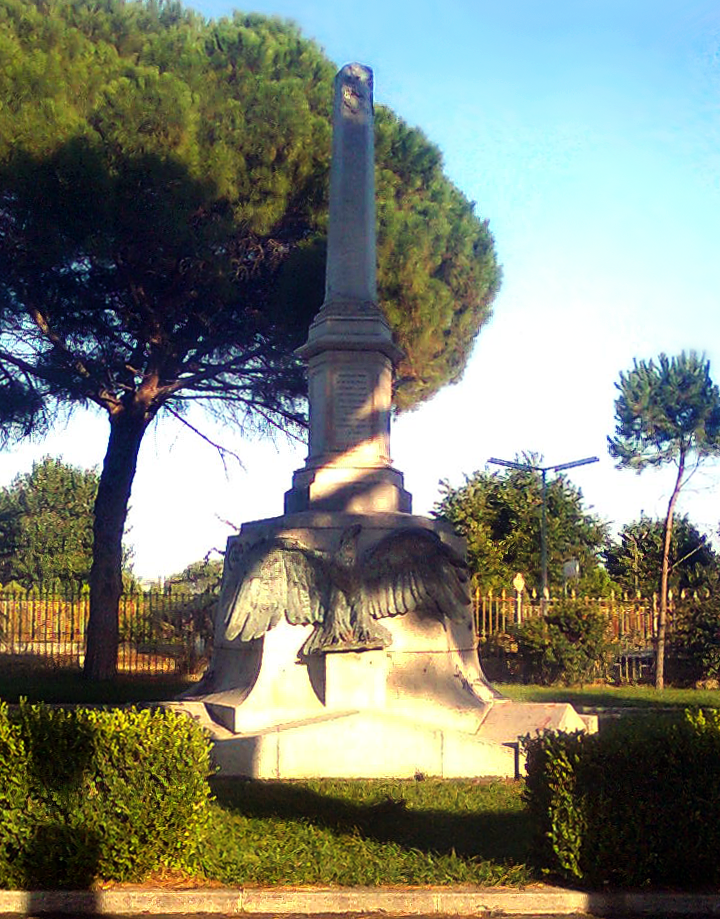
Monument au cinq martyrs de Gerace.

La révolte de Gerace est une insurrection qui eut lieu dans le district de Gerace dans le cadre de l'insurrection dans le royaume des Deux-Siciles de 1847. Lors du bref procès que subirent les cinq chefs des insurgés de la révolte de Gerace, le principal chef d’accusation contre eux fut le fait d'avoir brandi le drapeau tricolore vert, blanc, rouge (et donc de demander l'unification de l'Italie). En effet, l'insurrection dans le district de Gerace n'a provoqué aucun mort. Rocco Verduci, Michele Bello, Pietro Mazzoni, Gaetano Ruffo et Domenico Salvadori ont été fusillés le 2 octobre 1847 à trois heures du matin, dans la nuit et rapidement pour éviter qu'interviennent la grâce souveraine, sur la plaine de Gerace. Ils ont été tués par quarante coups de fusil,. Leurs corps ont été jetés dans la fosse nommée La Lupa,,. Ils ont été retenus par la postérité sous le nom des cinq martyrs de Gerace,,.
Devant la place de Locri, érigée en 1872 par des sculpteurs de Carrare dirigés par Isola et Casani, se trouve un monument en l'honneur des cinq martyrs de Gerace. Deux inscriptions y sont présentes : une devant et une derrière. Sur le devant du monument est inscrit : « Bello Michele da Siderno, Mazzone Pietro da Roccella, Ruffo Gaetano da Bovalino, Salvadori Domenico da Bianco, Verduci Rocco da Caraffa morendo gloriosamente per fucilazione il 11 ottobre MDCCCXLVII resero sacre queste contrade. All'unità nazionale. Alla libertà. ». Sur le derrière du monument est inscrit : « Compiuti i voti in Roma, grata, la Nazione risorta onora i suoi martiri dai cittadini liberi, ad esempio di propositi forti, a scongiuro di altri lutti per interne ed esterne perfidie. Con offerte spontanee questo monumento solennemente fu eretto. ». Sur la base de la statue a été sculpté un grand aigle de bronze de l'artiste futuriste Fortunato Longo.

### Monument à Nossis
Sur la promenade de bord de mer se trouve un monument à Nossis, poétesse à l'époque de la Grande-Grèce et originaire de Locri Epizefiri, réalisé par le sculpteur Tony Custureri.

### Cathédrale de Locri
La cathédrale Santa Maria del Mastro a été édifiée en 1933 dans le style roman lombard sur ordre de l'évêque Giorgio del Rio.
L'intérieur, en forme de croix latine, possède trois nefs dont les deux latérales se terminent en deux petites chapelles. Dans la partie centrale de la nef de gauche se trouve une sculpture de marbre représentant l'évêque Francesco Saverio Mangeruva ainsi que le sarcophage de l'évêque Michele Alberto Arduino.
La cathédrale est actuellement le siège du diocèse de Locri-Gerace.

## Administration
| Période     | Période  | Identité                 | Étiquette             | Qualité                        |
| ----------- | -------- | ------------------------ | --------------------- | ------------------------------ |
| 1946        | 1960     | Carmine Migliaccio Spina |                       |                                |
| 1960        | 1975     | Filippo Murdaca          | Démocratie chrétienne | Sénateur italien               |
| 1975        | 1976     | Guido Candida            |                       |                                |
| 1976        | 1978     | Pasquale Barbaro         |                       |                                |
| 1978        | 1983     | Vincenzo Attisani        |                       |                                |
| 1983        | 1988     | Pepé Lombardo            |                       |                                |
| 1988        | 1992     | Francesco Carnuccio      |                       |                                |
| 1992        | 1996     | Francesco Bono           |                       |                                |
| 1996        | 2001     | Pepé Lombardo            |                       |                                |
| 2001        | 2006     | Carmelo Barbaro          |                       | Fils du maire Pasquale Barbaro |
| 30 mai 2006 | En cours | Francesco Macrì          | Orizzonti Nuovi       |                                |

## Personnalités
- Acrion, philosophe pythagoricien ;
- Francesco Fortugno, ex-adjoint au maire de Locri et conseiller régional de Calabre, assassiné en 2005 par la 'Ndrangheta.